# 小行星8652
小行星8652（8652 Acacia）是一颗绕太阳运转的小行星，为主小行星带小行星。该小行星于1990年3月2日发现。

## 轨道参数
小行星8652的轨道半长轴为2.4666853 UA，离心率为0.1698296。